# Triathlon agli XI Giochi sudamericani
Le competizioni del triathlon agli XI Giochi sudamericani si sono volte dal 29 al 30 maggio 2018 al Laguna La Angostura di Cochabamba. Ci sono stati tre eventi, uno riservato agli uomini, uno alle donne ed una staffetta mista. Le gare sono state utili a determinare le qualificazioni per i Giochi panamericani di Lima 2019.

## Medagliere
| Posiz. | Nazione  | Oro | Argento | Bronzo | Totale |
| ------ | -------- | --- | ------- | ------ | ------ |
| 1      | Brasile  | 2   | 1       | 1      | 3      |
| 2      | Cile     | 1   | 0       | 0      | 1      |
| 3      | Colombia | 0   | 2       | 0      | 2      |
| 4      | Ecuador  | 0   | 0       | 2      | 2      |
| Totale | Totale   | 3   | 3       | 3      | 9      |

## Podi
| Evento          | Oro                                                               | Tempo | Argento                                                       | Tempo | Bronzo                                                       | Tempo |
| Uomini          | Manoel Junior                                                     |       | Carlos Quinchara                                              |       | Kaue Cardoso                                                 |       |
| Donne           | Barbara Riveros                                                   |       | Luisa Duarte                                                  |       | Elizabeth Bravo                                              |       |
| Staffetta mista | Brasile Manoel Junior Kaue Cardoso Luisa Duarte Vittoria De Mello |       | Colombia Carlos Quinchara Brian Moya Diana Castillo Lina Raga |       | Ecuador Juan Andrade Ramon Matute Elizabeth Bravo Paula Jara |       |